# Plaxomicrus pallidicolor
Plaxomicrus pallidicolor là một loài bọ cánh cứng trong họ Cerambycidae.